# Alibeyköyspor
Alibeyköyspor is een voetbalclub opgericht in 1950 te Eyüp, een district van de provincie Istanbul, Turkije. De clubkleuren zijn oranje en blauw. De thuisbasis van de club is het Alibeyköy Stadion.

## Geschiedenis
Alibeyköyspor werd opgericht als Adalet Gençlik Kulübü. De club kwam vroeg in haar geschiedenis in handen van een groot textielbedrijf. Adalet GK probeerde spelers van andere grotere clubs binnen te lokken door middel van veel geld en werk binnen het bedrijf. Zo kon Fenerbahçe hier bijvoorbeeld niet tegenop en verloor hierdoor vijf voetballers aan Adalet. De club schreef zich in voor de Istanbul-voetbalcompetitie, waarin het uiteindelijk weinig succesvol werd. Wel voetbalde de club twee seizoenen in de hoogste Turkse voetbaldivisie, de Süper Lig. In deze twee seizoenen won Alibeyköyspor tien wedstrijden (1 in het seizoen 1959, 9 in het seizoen 1959-60). In 1971 werd de clubnaam veranderd in Alibeyköy Adalet Spor Kulübü (Alibeyköy is een wijk van Eyüp). In 1980 veranderde de club weer van naam (Alibeyköy Adalet SK werd Alibeyköyspor) en promoveerde de club naar de tweede divisie. Hier konden ze echter weinig potten breken en vijf jaar later degradeerde Alibeyköyspor weer. Het ging op een gegeven moment zelfs zo slecht met de ploeg, dat het uit moest komen in de Turkse Amateur Divisies. In 2007 promoveerde Alibeyköyspor naar 2. Lig. Maar in 2009 degradeerde de club dan toch uiteindelijk terug naar de 3. Lig. De club degradeerde zelfs ook vandaar; in het seizoen 2009-2010, naar het amateurniveau van het land.

## Gespeelde divisies
- 1e Divisie: 1958-1960
- 2e Divisie: 1980-1985
- 3e Divisie: 1970-1978, 1979-1980, 1985-1989, 1999-2001, 2007-2009
- 4e Divisie: 2001-2007, 2009-2010, 2018-
- Turkse Amateur Divisies: 1960-1970, 1978-1979, 1989-1999, 2010-2018

## Bekende (-ex)spelers
- Uğur Boral